# Taekwondo nos Jogos Pan-Americanos de 2023 - Kyorugi por equipes feminino
A competição de kyorugi por equipes feminino do taekwondo nos Jogos Pan-Americanos de 2023 foi disputado em 24 de outubro de 2023 no Centro de Esportes de Contato, localizado no cluster do Estádio Nacional. Um total de 36 taekwondistas de 12 Comitês Olímpicos Nacionais (CON) participaram do evento.

## Equipes
Cada equipe foi composta por três taekwondistas.
| CON                      | Taekwondistas       | Taekwondistas       | Taekwondistas      |
| ------------------------ | ------------------- | ------------------- | ------------------ |
| ARG Argentina            | Giulia Sendra       | Carla Godoy         | Victoria Rivas     |
| BRA Brasil               | Caroline Santos     | Maria Clara Pacheco | Sandy Macedo       |
| CAN Canadá               | Mi-Young Park       | Angelique Orozco    | Ashley Kraayeveld  |
| CHI Chile                | Claudia Gallardo    | Javiera López       | Deisy Guelet       |
| COL Colômbia             | Laura Ramírez       | Andrea Ramirez      | Gloria Mosquera    |
| CUB Cuba                 | Arlettys Acosta     | Frislaidis Martínez | Marlyn Pérez       |
| ECU Equador              | Mell Mina           | Dayana Folleco      | Carla Tito         |
| MEX México               | Victoria Heredia    | Fabiola Villegas    | Leslie Soltero     |
| PER Peru                 | Eliana Vásquez      | Camila Cáceres      | Alessandra Suárez  |
| PUR Porto Rico           | Naishka Román       | Crystal Weekes      | Victoria Stambaugh |
| DOM República Dominicana | Katherine Rodríguez | Madelyn Rodríguez   | Mayerlin Mejía     |
| VEN Venezuela            | Alexmar Sulbarán    | Virginia Dellan     | Carolina Fernández |

## Medalhistas
|  | DOM República Dominicana                             |  | MEX México                                       |  | BRA Brasil                                       |  | CUB Cuba                                         |
|  | Katherine Rodríguez Madelyn Rodríguez Mayerlin Mejía |  | Victoria Heredia Fabiola Villegas Leslie Soltero |  | Caroline Santos Maria Clara Pacheco Sandy Macedo |  | Arlettys Acosta Frislaidis Martínez Marlyn Pérez |

## Resultados
A competição foi realizada em um único dia até a definição das medalhistas:
|  | Oitavas de final | Oitavas de final | Oitavas de final |  |  | Quartas de final         | Quartas de final         | Quartas de final         |    |            | Semifinal  | Semifinal  | Semifinal |  |  | Final | Final | Final |
|  |                  |                  |                  |  |  |                          |                          |                          |    |            |            |            |           |  |  |       |       |       |
|  |                  |                  |                  |  |  |                          |                          |                          |    |            |            |            |           |  |  |       |       |       |
|  |                  |                  |                  |  |  | MEX México               | MEX México               | 82                       |    |            |            |            |           |  |  |       |       |       |
|  | PUR Porto Rico   | PUR Porto Rico   | 66               |  |  | VEN Venezuela            | VEN Venezuela            | 37                       |    |            |            |            |           |  |  |       |       |       |
|  | VEN Venezuela    | VEN Venezuela    | 72               |  |  |                          |                          |                          |    | MEX México | MEX México | 61         |           |  |  |       |       |       |
|  | BRA Brasil       | BRA Brasil       | 64               |  |  |                          | BRA Brasil               | BRA Brasil               | 60 |            |            |            |           |  |  |       |       |       |
|  | ECU Equador      | ECU Equador      | 37               |  |  | BRA Brasil               | BRA Brasil               | 57                       |    |            |            |            |           |  |  |       |       |       |
|  |                  |                  |                  |  |  | CHI Chile                | CHI Chile                | 16                       |    |            |            |            |           |  |  |       |       |       |
|  |                  |                  |                  |  |  |                          |                          |                          |    |            | MEX México | MEX México | 44        |  |  |       |       |       |
|  |                  |                  |                  |  |  |                          | DOM República Dominicana | DOM República Dominicana | 54 |            |            |            |           |  |  |       |       |       |
|  |                  |                  |                  |  |  | CUB Cuba                 | CUB Cuba                 | 72                       |    |            |            |            |           |  |  |       |       |       |
|  | PER Peru         | PER Peru         |                  |  |  | PER Peru                 | PER Peru                 | 30                       |    |            |            |            |           |  |  |       |       |       |
|  | CAN Canadá       | CAN Canadá       | WD               |  |  |                          |                          |                          |    | CUB Cuba   | CUB Cuba   | 31         |           |  |  |       |       |       |
|  | COL Colômbia     | COL Colômbia     | 32               |  |  |                          | DOM República Dominicana | DOM República Dominicana | 33 |            |            |            |           |  |  |       |       |       |
|  | ARG Argentina    | ARG Argentina    | 24               |  |  | COL Colômbia             | COL Colômbia             | 66                       |    |            |            |            |           |  |  |       |       |       |
|  |                  |                  |                  |  |  | DOM República Dominicana | DOM República Dominicana | 63                       |    |            |            |            |           |  |  |       |       |       |
|  |                  |                  |                  |  |  |                          |                          |                          |    |            |            |            |           |  |  |       |       |       |